# 妮基·希尔茨
妮基·希尔茨（英語：Nikki Hiltz，1994年10月23日—），美国女子田径运动员，2019年泛美运动会女子1500米金牌得主、2024年世界室内田径锦标赛女子1500米银牌得主。
妮基·希尔茨還是同性恋者、跨性别者並自認是非二元性别身份。